# Star Fleet Project
Star Fleet Project – solowy minialbum nagrany w 1983 roku przez Briana Maya, gitarzystę grupy Queen. Nagrany w Los Angeles, w ciągu dwóch dni w kwietniu. Na potrzeby nagrania albumu Brian założył zespół "Brian May & Friends". Na płycie znalazły się trzy utwory, z których dwa są utrzymane w konwencji bluesa. Płytę wypromował singel "Star Fleet". 
Album został poddany obróbce. W nagraniu płyty wziął również udział m.in. Roger Taylor, który zaśpiewał na płycie.
Skład zespołu "Brian May & Friends":
- gitarzysta Brian May (gitara prowadząca).
- gitarzysta Eddie Van Halen
- basista Phil Chen
- perkusista Alan Gratzer
- klawiszowiec Fred Mandel

## Utwory
1. "Star Fleet" - (Paul Bliss) - 8.05
2. "Let Me Out" - (Brian May) - 7.13
3. "Blues Breaker" (Dedykacja dla Erica Claptona) - (Brain May/Eddie Van Halen) - 12.51